# Mesorhabditis oschei
Mesorhabditis oschei är en rundmaskart. Mesorhabditis oschei ingår i släktet Mesorhabditis och familjen Rhabditidae. Inga underarter finns listade i Catalogue of Life.